# Jean-Luc Marion
Jean-Luc Marion (* 3. července 1946, Meudon, Hauts-de-Seine) je francouzský filozof, žák Jacquese Derridy a vůdčí osobnost moderních katolických myslitelů. Jeho úvahy vycházejí z postmodernistických pozic a obsahují prvky mystické teologie, fenomenologie a moderní filozofie, tedy oblastí, ve kterých je expertem. Přestože se dominantní částí akademické činnosti zaměřuje na Descartesa a fenomenology Martina Heideggera a Edmunda Husserla, větší odezvu vzbudily jeho práce explicitně náboženského charakteru. Příkladem je práce Dieu sans l´être (Bůh bez bytí, 1982), která se zabývá převážně analýzou idolatrie. To je téma u něj často spojené s kvalitami lásky a obdarování, tedy s konceptem široce zkoumaným také Derridou.

## Osobní život

### Vzdělání
Studoval na Université de Paris X - Nanterre a Sorbonně, magisterský titul ve filozofii získal na pařížské École normale supérieure, kde byl žákem Derridy a Louise Althussera. Ve stejné době měl intenzivní zájem o teologii, v níž se soukromě vzdělával pod vlivem teologů jakými byli Louis Bouyer, Jean Daniélou, Henri de Lubac a Hans Urs von Balthasar. Po získání doktorátu v roce 1980 začal přednášet na univerzitě v Poitiers.

### Akademická činnost
Z Poitiers přešel na Université de Paris X - Nanterrem, kde se stal vedoucím katedry filozofie, od roku 1996 pak stejnou funkci zastával na Sorbonně (Université Paris-Sorbonne (Paris IV)). K roku 2010 působil jako profesor filozofie náboženství a teologie na Chicagské univerzitě.
6. listopadu 2008 byl zvolen jedním ze čtyřiceti nesmrtelných (immortel) Francouzské akademie, která má uzavřený počet členů (numerus clausus) a obsadil křeslo číslo 4, které před ním patřilo kardinálu Jean-Marie Lustigerovi.

### Ocenění
Obdržel několik cen včetně:
- 2008 – Ceny Karla Jasperse města a univerzity v Heidelbergu
- 1992 – Grand Prix de philosophie de l'Académie française – za jeho celkové dílo (oeuvre)
- 1977 – Prix Charles Lambert de l'Académie des sciences morales et politiques

## Dílo
- Alain de Benoist – Jean-Luc Marion: Avec ou sans Dieu ?, coll. « Carrefour des jeunes », Beauchesne, Paris 1970.
- Sur l’ontologie grise de Descartes. Science cartésienne et savoir aristotélicien dans les Regulae, Librairie Philosophique J. Vrin, 1975.
- L’idole et la distance. Cinq études, Grasset, 1977.
- Sur la théologie blanche de Descartes. Analogie, création des vérités éternelles, fondement, P.U.F, 1981.
- Dieu sans l’être, Fayard, 1982 - rééd. PUF, 2010.
- Sur le prisme métaphysique de Descartes. Constitution et limites de l’onto-théo-logie cartésienne, P.U.F, 1986.
- Prolégomènes à la charité, Éditions de la Différence, 1986.
- Réduction et donation. Recherches sur Husserl, Heidegger et la phénoménologie, P.U.F., 1989.
- Questions cartésiennes I. Méthode et métaphysique, PUF, 1991.
- La croisée du visible, Éditions de la Différence, 1991, P.U.F.
- Questions cartésiennes II. L’ego et Dieu, P.U.F., 1996.
- Étant donné. Essai d’une phénoménologie de la donation, P.U.F., 1997.
- De surcroît. Études sur les phénomènes saturés, P.U.F, 2001, 2010.
- Le phénomène érotique, Grasset, 2003.
- Le visible et le révélé, Cerf, 2005.
- Au lieu de soi, l'approche de saint Augustin, PUF, 17. září 2008
- Certitudes négatives, Grasset & Fasquelle, 2010.
- Le croire pour le voir, Communio Parole et silence, 2010.